# 中村正秀
中村 正秀（なかむら まさひで、1920年12月10日 - 没年不明）は、日本の経営者。第四銀行頭取、会長を務めた。新潟県出身。

## 経歴・人物
1946年に京都帝国大学法学部政治学科を卒業し、1947年1月に第四銀行に入行した。1974年11月に取締役に就任し、1976年11月に常務、1978年11月に専務を経て、1983年3月に頭取に就任した。1990年3月に会長に就任し、1996年6月から1998年6月までに取締役を務めた。
1988年11月に藍綬褒章を受章し、1993年11月に勲三等瑞宝章を受章した。